# If We Make It Through December
If We Make It Through December es el décimo sexto álbum de estudio del cantautor Merle Haggard, junto con su banda The Strangers. Fue publicado en febrero de 1974 a través de Capitol Records.

## Recepción de la crítica
Un escritor no especificado de la revista Cash Box escribió: “Una gran colección de material, el excelente estilo vocal de Merle le da una dimensión adicional a su interpretación vocal de la que tantos artistas carecen. Las canciones de Merle están siempre llenas de realidad, de verdadera honestidad y de verdadera emoción. Una diversidad de modos musicales presenta elementos country, góspel y dixieland en su música”. Un escritor no especificado de la revista Billboard indicó que If We Make It Through December “está repleto de excelente material”. Un escritor no especificado de la revista Record World indicó que “la fortaleza de Hag radica no solo en su talento para escribir y actuar, sino también en sus asombrosas y prolíficas habilidades”.

## Lista de canciones
| Lado uno |                                                   |                           |          |  |
| N.º      | Título                                            | Escritor(es)              | Duración |  |
| 1.       | «If We Make It Through December»                  | Merle Haggard             | 2:42     |  |
| 2.       | «Love and Honor Never Crossed Your Mind»          | M. Haggard                | 2:48     |  |
| 3.       | «To Each His Own»                                 | Jay Livingston Ray Evans  | 2:35     |  |
| 4.       | «You're the Only Girl in the Game»                | Hank Cochran Glenn Martin | 2:55     |  |
| 5.       | «I'm an Old Old Man (Tryin' to Live While I Can)» | Lefty Frizzell            | 2:34     |  |
| 6.       | «Come on into My Arms»                            | Marcia Nichols            | 2:46     |  |

| Lado dos |                                |                                      |          |  |
| N.º      | Título                         | Escritor(es)                         | Duración |  |
| 1.       | «Better Off When I Was Hungry» | Dave Kirby                           | 2:24     |  |
| 2.       | «I'll Break Out Again Tonight» | Sanger D. Shafer Arthur L. Owens     | 2:50     |  |
| 3.       | «This Cold War With You»       | Floyd Tillman                        | 2:54     |  |
| 4.       | «Uncle Lem»                    | Martin                               | 2:54     |  |
| 5.       | «There's Just One Way»         | Kenny Seratt Dana Haggard M. Haggard | 2:49     |  |

## Créditos y personal
Créditos adaptados desde las notas de álbum de If We Make It Through December.
Personal técnico
- Ken Nelson – productor
- Fuzzy Owen – productor
- Lou Bradley – ingeniero de audio
- Hugh Davies – mezclas
- Jay Maynard – masterización
- Roy Kohara – director artístico
- David Alexander – fotografía

## Posicionamiento

### Gráfica semanal
| Gráfica (1974)                               | Pico de posición |
| -------------------------------------------- | ---------------- |
| Australia (Kent Music Report)                | 92               |
| Estados Unidos (Billboard Top LPs & Tape)    | 190              |
| Estados Unidos (Billboard Hot Country LPs)   | 4                |
| Estados Unidos (Cash Box Top Country Albums) | 2                |

### Gráfica de fin de año
| Gráfica (1974)                               | Pico de posición |
| -------------------------------------------- | ---------------- |
| Estados Unidos (Billboard Hot Country LPs)   | 34               |
| Estados Unidos (Cash Box Top Country Albums) | 37               |